# Martín Karpan
Carlos Martín Karpan (ur. 3 czerwca 1974 w Villa Del Parque, w Buenos Aires) – argentyński aktor telewizyjny, filmowy i teatralny.
Ze związku z Zharick León ma syna Luciana (ur. 8 lipca 2008).

## Życiorys
Uczył się aktorstwa pod kierunkiem Marii Eugenii Ursi i Raula Serrano. Występował na scenie w spektaklach: Orejitas y Pegote (1995), El Dios de los pájaros (1995), Ayer y después (1997), Rew (1999), Piękna i bestia (La Bella y bestia, 2001), Confesiones del Pene (2002) w Teatro "Goya" w Barcelonie. Jego debiutancka rola kinowa Ricarda w melodramacie Żółkną kwiaty w oknie (Flores amarillas en la ventana, 1996) została uhonorowana argentyńską nagrodą Srebrnego Kondora dla Najlepszego Nowego Aktora (Mejor Revelación Masculina). Popularność zawdzięcza jednak udziałowi w argentyńskich telenowelach, m.in. Poszukiwania (Los Buscas de Siempre, 2000), Włoska miłość (Amor latino, 2000) z Mario Cimarro i Máximo w moim sercu (Máximo corazón, 2002). W telenoweli kolumbijskiej Prawo pożądania (El Cuerpo del Deseo, 2005) zagrał postać zimnego i wyrachowanego Andrésa Corony.

## Filmografia

### filmy kinowe
- 2002: ¿Y dónde está el bebé?
- 2000: Signos
- 1997: No muertos jako Natan Balasko
- 1997: Skradzione chwile (Momentos robados)
- 1996: Żółkną kwiaty w oknie (Flores amarillas en la ventana) jako Ricardo

### telenowele
- 2008 - 2009: Twarz Analiji (El rostro de Analía)  jako Daniel Montiel
- 2006: Wdowa w bieli (La Viuda de Blanco) jako Amador Blanco
- 2005: Prawo pożądania (El Cuerpo del Deseo) jako Andrés
- 2004: Te voy a enseñar a querer jako Luis Carlos Lopez Corona
- 2003-2004: El Auténtico Rodrigo Leal jako Rodrigo Leal
- 2002: Zakochane serce (Máximo corazón) jako Roberto Gómez 'El Facha'
- 2000: Amor latino (Amor latino) jako Leonel Díaz
- 2000: Calientes jako Rey
- 2000: Poszukiwania (Los Buscas de Siempre)
- 2000: Primicias
- 1998: Como vos & yo jako Manuel Andrade
- 1998: Gasoleros jako Rubén
- 1998: La Nocturna
- 1997: De corazón jako Nicolás
- 1996: Sueltos jako Mariano